# Julijana iz Norwicha
Julijana, poznatija kao Julijana iz Norwicha ili Majka Julijana (1342./1343. – poslije 1416.), engleska srednjovjekovna teologinja, benediktinka, anahoret i kršćanska mističarka. Poznata je po svojoj knjizi Otkrivenja božanske ljubavi, prve knjige iz pera jedne Engleskinje. Zajedno sa sv. Brigitom i sv. Katarinom Sijenskom drži se za najveće žene srednjovjekovne Crkve. Njezin nauk o Božjem milosrđu prema kojem Bog i iz najvećeg zla zna izvući dobro uvršten je u Katekizam Katoličke Crkve. Bila je i istaknuta promicateljica pobožnosti Srcu Isusovu.
Od 1980. časti se u Anglikanskoj zajednici, Episkopalnoj i Evangeličkoj luteranskoj crkvi, sa spomendanom 8. svibnja. Iako u Katoličkoj Crkvi nije službeno beatificirana ili kanonizirana niti je uvrštena na Rimski martirologij, ponegdje se oslovljava službenicom Božjom, blaženicom ili sveticom. God. 1997. objavljeno je da na popisu mogućih Crkvenih naučitelja, a o njezinom učenju i ulozi u povijesti Crkve govorio je i papa Benedikt XVI.

## Vanjske poveznice
- Julijana iz Norwicha na Projektu Gutenberg
- Otkrivenja božanske ljubavi na LibriVoxu

|  | Zajednički poslužitelj ima još gradiva o temi Julijana iz Norwicha |